# Кубрань (Краснодарский край)
Кубрань — хутор в Отрадненском районе Краснодарского края. Входит в состав Благодарненского сельского поселения.

## География
Хутор Кубрань расположен вдоль долины реки Сухой Ручей, в 12 км к юго-востоку от центра сельского поселения — села Благодарное и в 24 км к северо-востоку от районного центра — станицы Отрадной. 
На западе хутор граничит с селением Петровское. На востоке хутор граничил с хутором Муравей, который в настоящее время является упразднённым и не имеет постоянного населения.

## История
Населённый пункт был основан в 1911 году как посёлок Кубранский. 

## Население
| 2002 | 2010 |
| ---- | ---- |
| 178  | ↘160 |

## Улицы
В хуторе всего одна улица — Центральная.